# Niall Roberts
Niall Roberts (Georgetown, 22 aprile 1991) è un ex nuotatore guyanese, specializzato negli stili libero, farfalla e rana.

## Biografia
Partecipò ai mondiali di Melbourne 2007, Shangahi 2011 e Barcellona 2013.
Rappresentò il Guyana ai Giochi olimpici estivi di Pechino 2008, dove fu alfiere durante la cerimonia d'apertura. In piscina ottenne il 69º tempo nelle batterie dei 50 m stile libero e fu eliminato.
Tornò alle Olimpiadi a Londra 2012, classificandosi 48º nei 100 m stile libero.